# Cirrhilabrus rubrisquamis
Cirrhilabrus rubrisquamis is een  straalvinnige vissensoort uit de familie van de lipvissen (Labridae). De wetenschappelijke naam van de soort werd in 1983 gepubliceerd door Randall & Emery. Tot 2022 werden ook de dieren die nu als Cirrhilabrus finifenmaa benoemd worden, in deze soort inbegrepen.
De soort staat op de Rode Lijst van de IUCN als Onzeker, beoordelingsjaar 2009.